# Младен (властелин)
Младен (?—после 1326) био је српски властелин из прве половине XIV века и родоначелник породице Бранковић. Био је у служби краља Милутина, Стефана Дечанског и цара Душана. Носио је титулу жупана, а касније и војводе.

## Биографија
Младенов отац није познат, али он (Младен) и његов брат Никола представљају најстарије познате претке Бранковића. Потичу из врло старе и угледне породице, која је била присутна на двору српског краља Милутина и заузимала угледан положај. Породица је поседовала имања у косовској Дреници, а њихов углед је проистицао од дворских служби које је обављала. Припадала је пограничној властели чији је основни задатак било ратовање.
Породица је доживела успон у време владавине краља Стефана Дечанског (1321—1331), када се 1323. године Младен спомиње као управник Требиња и Драчевице, добивши их од краља на управу, док његов брат Никола 1329. године као жупан и делује као краљев служебник у северној Албанији. Ове титуле су добили као награду због својих заслуга у грађанском рату између Милутина и његовог полубрата Константина. Иако је породица уживала велики углед, није спадала у најмоћније породице двора и Србије.
Није познато шта су касније обављали, али је вероватно да су се и даље налазили у краљевој близини. Младен се последњи пут спомиње 1326. године, у једној повељи, и убрзо након тога је умро. Њега је наследио син Бранко. Младен је имао и ћерку Ратославу, која се удала за жупана Алтомана Војиновића.

## Потомство
Имао је сина Бранка и ћерку Ротиславу.
- Бранко, наследио очеву управу Требињем и очево место поверљивог човека код краља Стефана Дечанског. По њему је породица Бранковић добила и назив.[2]
- Ротислава (Ратислава, Витослава), удала се у касну јесен 1347. године за жупана Алтомана Војиновића. У том браку је рођен Никола Алтомановић (1348).[2][3]